# Scea angustimargo
Scea angustimargo là một loài bướm đêm thuộc họ Notodontidae. Nó được tìm thấy ở Nam Mỹ, bao gồm và có thể limited to Peru.